# Pia Dietrich
Pia Dietrich (* 30. Mai 1994 in Frankfurt am Main) ist eine ehemalige deutsche Basketballspielerin.

## Laufbahn
Dietrichs Anfänge im Vereinsbasketball gehen auf ihr neuntes Lebensjahr zurück, als sie beim TV 1862 Langen mit dem Sport begann. Sie wurde im Basketball-Teilzeit-Internat Langen gefördert, ihr gelang der Sprung in die Auswahlen des Deutschen Basketball-Bundes. 2011 nahm die 1,68 Meter große Aufbauspielerin an der B-Europameisterschaft der Altersklasse U18 und 2014 der Altersklasse U20 teil. Beim Turnier 2014 gewann Dietrich mit der deutschen Auswahl den B-EM-Titel.
Auf Vereinsebene gehörte sie von 2011 bis 2022 den aus einer Zusammenarbeit zwischen TV 1862 Langen und TV Hofheim entstandenen Rhein-Main Baskets an, mit denen sie zwischen 2012 und 2015 in der Bundesliga antrat. 2012 und 2015 erreichte Dietrich mit den Hessinnen jeweils das Endspiel im deutschen Pokalwettbewerb, diese wurden aber ebenso verloren wie die Finalserie um die deutsche Meisterschaft im Jahr 2013. Nach insgesamt 503 Einsätzen für Langen beziehungsweise die Rhein-Main Baskets, deren Spielführerin sie war, stellte sie ihre Leistungssportlaufbahn am Ende der Saison 2021/22 ein. Bereits zu ihrer Zeit als Spielerin brachte sich Dietrich beim TV 1862 Langen als Jugendtrainerin und Mitglied der Abteilungsleitung in die Vereinsarbeit ein.

### Familie
Ihre Schwester Nelli Dietrich war Nationalspielerin, die beiden standen zeitweise bei den Rhein-Main Baskets gemeinsam im Aufgebot. Mutter Silke Dietrich übernahm 2012 das Amt der Vorsitzenden der Rhein-Main Baskets.